# Ewerton de Castro
Ewerton de Castro (São Paulo, 11 de dezembro de 1945) é um ator, roteirista, produtor e diretor brasileiro. É pai da atriz Talita Castro. Aposentou-se em 2011 e mudou-se para os Estados Unidos.

## Carreira
Ewerton iniciou a carreira no teatro e participou de mais de 25 filmes, além de inúmeros espetáculos teatrais, como ator e diretor, e telenovelas. Recebeu o prêmio de melhor ator coadjuvante, pelo papel de Mário, no filme Anjo Loiro, no Festival de Santos de 1973. Em 2006, interpretou Martim Afonso de Sousa na Encenação da vila de São Vicente, realizado na praia da Biquinha em São Vicente (São Paulo).
Em 2011, após a minissérie A História de Ester, Ewerton anunciou que estava se aposentando. Em 2014, excepcionalmente, aceitou estrelar a peça O Amor Move o Sol e Outras Estrelas em Cordeirópolis como forma de incentivar o teatro no interior de São Paulo.

## Filmografia

### Televisão
| Ano     | Título                   | Papel                       | Emissora          |
| ------- | ------------------------ | --------------------------- | ----------------- |
| 1967–69 | Sítio do Picapau Amarelo | Visconde de Sabugosa        | Rede Bandeirantes |
| 1972    | A Revolta dos Anjos      | Raul                        | Rede Tupi         |
| 1973    | Vidas Marcadas           |                             | Rede Record       |
| 1975    | A Viagem                 | Alexandre Veloso            | Rede Tupi         |
| 1975    | Ovelha Negra             | Bentinho                    | Rede Tupi         |
| 1976    | O Julgamento             | Zé Maria                    | Rede Tupi         |
| 1976    | Xeque Mate               | Carlinhos                   | Rede Tupi         |
| 1977    | Éramos Seis              | Julio Lemos Filho (Julinho) | Rede Tupi         |
| 1978    | Salário Mínimo           | Eduardo                     | Rede Tupi         |
| 1979    | Malu Mulher              | Beto                        | Rede Globo        |
| 1983    | Eu Prometo               | Roque                       | Rede Globo        |
| 1985    | Roque Santeiro           | Gerson do Vale              | Rede Globo        |
| 1987    | O Outro                  | Vidigal                     | Rede Globo        |
| 1988    | Vida Nova                | Mohamed                     | Rede Globo        |
| 1989    | Colônia Cecília          | José Gariga                 | Rede Bandeirantes |
| 1989    | Kananga do Japão         | Saraiva                     | Rede Manchete     |
| 1990    | Pantanal                 | Quim                        | Rede Manchete     |
| 1990    | Escrava Anastácia        | Padre                       | Rede Manchete     |
| 1990    | Delegacia de Mulheres    | Vladimir Galvão             | Rede Globo        |
| 1990    | Riacho Doce              | Silveira                    | Rede Globo        |
| 1990    | Araponga                 | Jansen                      | Rede Globo        |
| 1992    | As Noivas de Copacabana  | Bacelar                     | Rede Globo        |
| 1992    | De Corpo e Alma          | Antônio Guedes              | Rede Globo        |
| 1993    | Radical Chic             | Oliveira (garçom)           | Rede Globo        |
| 1993    | Fera Ferida              | Genival Gusmão              | Rede Globo        |
| 1995    | Sangue do Meu Sangue     | Lourenço                    | SBT               |
| 1997    | Os Ossos do Barão        | Luis Eulálio                | SBT               |
| 2001    | Os Maias                 | Manuel Vilaça               | Rede Globo        |
| 2004    | A Escrava Isaura         | Belchior                    | Rede Record       |
| 2005    | Essas Mulheres           | Ministro Heródoto Duarte    | Rede Record       |
| 2006    | Prova de Amor            | Ele mesmo                   | Rede Record       |
| 2006    | Bicho do Mato            | Túlio Nogueira Souza        | Rede Record       |
| 2008    | Chamas da Vida           | Brito Pimenta               | Rede Record       |
| 2010    | A História de Ester      | Mordecai                    | Rede Record       |

### Cinema
| Ano  | Título                           | Personagem           |
| ---- | -------------------------------- | -------------------- |
| 1968 | O Jeca e a Freira                | Cláudio              |
| 1968 | O Quarto                         | Novo empregado       |
| 1970 | As Gatinhas                      | Bancário             |
| 1970 | As Armas                         | —                    |
| 1971 | Paixão na Praia                  | Jairo                |
| 1973 | Anjo Loiro                       | Mário                |
| 1973 | O Último Êxtase                  | Jorge                |
| 1973 | A Noite do Desejo                | Pedro                |
| 1973 | As Delícias da Vida              | Adolfo               |
| 1973 | O Último Êxtase                  | Amigo de Marcelo     |
| 1974 | As Delícias da Vida              | Adolfo               |
| 1974 | O Poderoso Machão                | Horácio              |
| 1975 | Cada um Dá o que Tem             | Agostinho            |
| 1976 | À Flor da Pele                   | Toninho              |
| 1976 | A Noite das Fêmeas               | André                |
| 1976 | Sabendo Usar Não Vai Faltar      | Joãozinho            |
| 1978 | Ninfas Diabólicas                | —                    |
| 1978 | Adultério por Amor               | Gustavo              |
| 1978 | Na Violência do Sexo             | Bené                 |
| 1978 | O Estripador de Mulheres         | Estripador           |
| 1980 | Os Rapazes da Difícil Vida Fácil | João                 |
| 1981 | Sexo, Sua Única Arma             | Tiago                |
| 1981 | A Noite das Depravadas           | Caçador de Cachorros |
| 1982 | Alguém                           | Pascal               |
| 1983 | O Médium                         | Dr. Adriano Jordão   |
| 1985 | Patriamada                       | —                    |
| 1987 | Rádio Pirata                     | Carlos               |
| 1989 | Kuarup                           | Lauro                |
| 1990 | Uma Escola Atrapalhada           | Anselmo              |
| 1995 | Nelson                           | Homem                |
| 1998 | Caminho dos Sonhos               | Padre Atanásio       |
| 2003 | Maria, Mãe do Filho de Deus      | Joaquim              |
| 2003 | O Príncipe                       | Marino Esteves       |
| 2011 | Laços Violados                   | Flávio Albuquerque   |

## Teatro
- 1971 As Aventuras de Peer Gynt. Estreia no Teatro Itália (São Paulo), em abril de 1971, foi levada para o Teatro Municipal de Santo André (SP) em outubro de 1971. Uma produção de Antunes Filho Produções Artísticas, sob direção de Antunes Filho, que ganhou o Prêmio Molière com tal direção. No elenco, Stênio Garcia, Ariclê Perez, Jonas Bloch, Ciro Corrêa de Castro, Ewerton de Castro, Roberto Frota e Ricardo Blat.[10]

- 2011 - O Santo e a Porca